# 6757 Addibischoff
6757 Addibischoff eller 1979 SE15 är en asteroid i huvudbältet som upptäcktes den 20 september 1979 av den amerikanska astronomen Schelte J. Bus vid Siding Spring-observatoriet. Den är uppkallad efter Adolf Bischoff.
Asteroiden har en diameter på ungefär 7 kilometer och den tillhör asteroidgruppen Koronis.